# Dark Was the Night
Dark Was the Night (bra: Com Todo Meu Coração) é um filme de drama de 2018 escrito e dirigido por Joshua Leonard.
Foi lançado na Irlanda no Galway Film Fleadh 2018 com o título Behold My Heart. No Brasil, foi lançado pela O2 Play.

## Sinopse
Após a morte inesperada de Steven Lang (Olyphant), sua viúva, Margaret (Tomei) e seu filho, Marcus (Plummer), lutam para lidar com sua dor.

## Elenco
- Marisa Tomei .... Margaret Lang
- Charlie Plummer .... Marcus Lang
- Timothy Olyphant .... Steven Lang
- Mireille Enos .... Nancy
- Emily Robinson .... Tracy
- Nik Dodani .... Seamus
- Sakina Jaffrey .... Jane
- David Call .... Jake
- Saidah Arrika Ekulona .... Betsy
- Blesst Bowden .... Beth
- Dakota Peterson .... Tony
- Paris Peterson .... Paul
- Savanna Reggio .... Heather
- Veronica Diaz-Carranza .... Victoria
- Karrie Cox ... Christine Smith

## Recepção
Em sua crítica para o The Hollywood Reporter, Neil Young classificou a produção como um "pequeno e eficaz [filme] indie". Kevin Maher no The Times avaliou com 2 de 5 estrelas chamando de "terrivelmente leve."
Escrevendo para o Papo de Cinema, Robledo Milani avaliou o filme com 2 estrelas e meia de 5 chamando de uma "experiência cansativa, pela falta do que dizer além do óbvio".